# エルキン・コライ
エルキン・コライ（Mustafa Erkin Koray、エルシン・コライとも、トルコ語発音: [æɾˈcin ˈkoɾaj]、1941年6月24日 - 2023年8月7日）は、トルコのシンガーソングライター、ギタリストであり、アナトリアン・ロックのパイオニアにして第一人者である。

## 概要
アナトリアン・ロック、サイケデリック・ロック、ハードロックなどのジャンルでオリジナル作品を多数発表している。アナトリアの文化遺産である数々の民謡をリアレンジし、紹介している。
オリジナル作品や東洋と西洋の音楽を融合させた作品で、多くの音楽家に影響を与えた。「Cemalim」「Köprüden Geçti Gelin」などのトルコ民族音楽、「Nihansın Dideden」「Kıskanırım」などのトルコ芸術音楽の解釈、アナトリアン・ロック・スタイルの作品を発表している。
「Şaşkın (Ala Ain Moulayiteen) (Dabke)」「Estarabim」「Çöpçüler」「Fesuphanallah」などのアラベスク・ロックに加え、「Mesafeler」「Yağmur」などのサイケデリック・ロック、「Krallar」「Akrebin Gözleri」「Öfke」などのメタル音楽とも言える作品を多く制作している。1960年代末には、音楽会場でバーラマの音をより聴きやすくするため、またロック音楽で使用するために、オルハン・ジェンスベイと共同でエレクトリック・バーラマを開発した。

## 略歴

### 幼少期 - 1960年代
1941年6月24日、イスタンブールに生まれる。幼い頃、ピアノ教師であり、シェリフ・ユズバシュオグル、アイハン・ユンクシュ、エンダー・バリなどの音楽家を指導していた母ヴェチエ・コライからピアノを学び、その後、ギターを弾くようになる。1950年代後半、イスタンブール・ドイツ・ハイスクールで学んでいた彼は、友人たちと結成したアマチュア・アンサンブル「エルキン・コライ・アンド・ヒズ・リズムスツ」で、当時の流行曲を演奏するようになる。高校進学後、1960年代前半までセミアマチュア、セミプロのギタリストとして活動を続けた。
1962年、さまざまな音楽の場で番組を作っていた彼にオファーがあり、片面に「Bir Eylül Akşamı」、もう片面に英語の歌「It's So Long」を収録した最初のシングル盤をレコーディングした。しかし、このレコードは1966年に発売されたものである。エルキン・コライは、1963年から1965年にかけて、アンカラの空軍ジャズ・オーケストラのソリスト兼ギタリストとして兵役に就いていた。
復員後、エルキン・コライはドイツのハンブルクに行き、ザ・ヒカップス（The Hiccups）というドイツのバンドと2ヶ月半ほど一緒に仕事をした。トルコに戻ると、ベースのBernhard Weber、ギターのİlder Tokcan、Fikret Zolanと新しいバンドを結成した。この時期、彼は髪を伸ばし始め、トルコにおけるビート・ミュージックの代表的な存在となった。1966年には、英語の歌を集めたEPを発表した。しかし、このレコードは300枚ほどしか売れなかった。
1967年に発表したシングルには、片面に「Kızları da Alın Askere」、もう片面に「Aşk Oyunu」という曲が収録され、大きな成功を収めた。特に「Kızları da Alın Askere」という曲は、エルキン・コライが大衆に認知される上で重要な役割を果たした。
1968年、ヒュッリイェト新聞社主催の「ゴールデン・マイクロフォン・コンクール」に参加。コライがギターとボーカル、Tuncer Dürmがギター、Ziya Bakanayがベース、Sedat Avcıがドラムというメンバーにより、ボレロ風の「Meçhul」とインストゥルメンタル曲の「Çiçek Dağı」でこのコンテストに参加した。このコンテストで4位になったコライの曲「Meçhul」と「Çiçek Dağı」は、後にレコード会社からリリースされ、80万枚を売り上げる大ヒットとなった。コライは自分のバンドでコンサートを開き、クラブやバーなど、さまざまな音楽の場で活動を続けた。この間、ベースが変更され、Taner Öngürがバンドに加入している。
この活動の後、「Anma Arkadaş」「Hop Hop Gelsin」「Sana Bir Şeyler Olmuş」「Seni Her Gördüğümde」などのシングルを1960年代後半にかけて次々と発表していく。

### 1970年代
1969年、バンド「Yeraltı Dörtlüsü」を結成し、トルコのアンダーグラウンド・ミュージック・ムーブメントの先駆者となる。バンドはエルキン・コライ、ドラムのSedat Avcı、セカンド・ギターのAtaman Hakman、ベースのAydın Buyar Şencanで構成されていた。1970年1月、イスタンブールのケント・シネマで最初のコンサートを行った。このコンサートでは、第一部でクリーム、ジェスロ・タル、ピンク・フロイドといった当時の有名ロック・バンドの曲を解釈し、第二部ではこのロック・サウンドをコライの自作曲に適用している。特に1970年には多くの作品を発表した。
同じ家に同居していたカルテットは、1970年にラジオ・イスタンブールで「エルキン・コライとイェラルトゥ・デトリューシュ」として「Sana Bir Şeyler Olmuş」を演奏した。一時期、Gün Doğmuyor、Gel Bak Ne Söylicem、Meçhul/Ve...、İstememなどのアンダーグラウンド・サイケデリック・ロックをその独特のサウンドでトルコに紹介した。しかし、1971年にコライがヨーロッパへ旅立つことが決まり、バンドは解散した。
1971年5月、エルキン・コライは『Hey』誌に勤務する友人のアルダ・ウスカンとともにカンヌ国際映画祭に出かけた。そこで、ジョン・レノンとオノ・ヨーコが作った短編映画『アポトーシス』を生で鑑賞し、映画の最後に、上映会に参加したレノンにコライが話しかけ、会う約束を取り付けたのだ。その翌日、コライとウスカンはレノンとオノに会った。この会談で、コライはレノンに新曲「Distance」を聴かせた。この曲を聴いたレノンは、彼にヨーロッパ滞在を申し出たが、コライはこれを受け入れなかった。
1971年夏、コライはトルコに戻り、スーパーグループという新しいバンドを結成した。Sedat Avcıとの共同作業で、コライはドイツで知り合ったJerzy Ziembrowskiをベースに迎え入れた。アンダーグラウンドでサイケデリックな音楽を作っていくと発表した。このバンドは「Yağmur / Aşka İnanmıyorum」「Sen Yoksun Diye / Goca Dünya」をレコーディングし、解散した。1972年8月、コライはバンド「ブナルムラル (Bunalımlar)」のギタリスト、アイドゥン・カクスとドラマーのヌール・イェナル、若手のベース奏者エズカン・ウールとともにバンド「テル (Ter)」を結成し、11月にアルバム『Hor Görme Garibi / Züleyha』をリリースする。その後、アンカラで行われた1万5千人規模のコンサートの途中でギターの弦が切れ、コライはステージを降り、この事件以降、バンドとのコミュニケーションを絶ち、二度と一緒に演奏することはなかった。
このバンド実験の後、コライは主にソロとして活動し、トルコのチャートの上位を占める数多くの名作を生み出した。1973年には、その数年前にレノンのために演奏した「Mesafeler」がシングルでリリースされた。コライはドラムのSedat Avcı、エレキギターのAttila Ertem、ベースのMehmet Tiberをバックに、「Silinmeyen Hatıralar」という曲を演奏した。一方、コライは1973年10月19日にMüge Durumanと結婚した。1974年は、コライが最も成功した年の一つである。この時期、コライは「Şaşkın / Eyvah」「Krallar / Dost Acı Söyler」「Feshupanallah / Komşu Kızı」をリリースし、ドラムのNihat ÖrerelとベースのRauf Ülgünを伴っていた。「Krallar」のレコード・ジャケットにコライは自作の絵を使用した。『Feshupanallah』のジャケットには、顔にペイントを施して登場した。この時期、コライはナズィッリのSaray Sinemasındaでコンサートを開き、ドラマーのÖrerelはこのコンサートをモノラルで録音した。この録音は数年後に非公式ブートレグとして『Live in Nazilli 1974』というタイトルでリリースされた。その後、「Feshupanallah」の作曲者をめぐって論争が起こった。実はこの曲はロメオ・ラフードが「Weily Weily」として作曲し、1970年に発表したものだと主張されたのである。
1975年初頭、コライの最初のLP『エレクトロニック・トゥルクレール』には、Sedat AvcıとベースのAhmet Güvençが参加した。コライは、1975年から1984年まで、トルコに短期間滞在した以外は、オランダ、ドイツ、カナダに住んでいた。この時期、あまり情報はないが、「Estarabim」や「Arap Saçı」などの有名な作品を発表している。1977年にLP『Erkin Koray Tutkusu』をリリースし、バンド名にも同じ名前をつけた。このバンドは、ドラムのOkay Temiz、ギターのOrhan Ünal、ベースのHarun Kolçakの3人で構成されていた。このアルバムには、コライがオランダで録音した英語の曲も2曲収録されている。アルバムの後、しばらくは再びヨーロッパをツアーした。

### 1980年代
コライは1982年にアルバム『Benden Sana』をリリース。アルバムの一部をドイツのケルンとハンブルクで、もう一部をイスタンブールで録音した。コライはHaluk TaşoğluとSedat Avcı、そしてインドの音楽家Harpal Singhにサポートされている。アルバムの中のいくつかの曲（「Meyhanede」「Öyle Bir Geçer」「Mr Arkadaşım Osman」）は、インドのミュージシャンの作曲で、コライがトルコ語で書いた歌詞で構成されている。
その1年後、アルバム『İlla Ki』を発表。このアルバムは収録曲だけでなく、ヌリ・クルトセベが描いたアルバム・ジャケットや、透明なビニール盤も注目された。アルバムはケルンでミキシングされ「İlla Ki」「Deli Kadın」「Tek Başına」などのヒット曲に加え、「Kızları da Alın Askere」「Hop Hop Gelsin」などの古い曲を新しい解釈で収録している。
トルコへの帰国が決定的になった後、1985年から1990年にかけて、おそらく彼の代表作となる「Çöpçüler」で大ブレイクしたが、家庭の事情であまり生産的な作品にはならなかった。「Çöpçüler」も収録されたアルバム『Ceylan』は1985年にリリースされた。コライは、このアルバムでドラム以外のすべての楽器を演奏している。この頃、レストランでピアニスト兼シンガーとして、当時の流行にのって音楽活動を開始する。
また、この時期の重要かつ独創的な作品として、1986年に発表されたアルバム『Gaddar』がある。前述の財政難から、シンセサイザー1台で録音した『Çukulatam Benim』（1987年）など低予算の作品制作を余儀なくされた。このアルバムでは、酒場音楽的な解釈による「Şaşkın」と「Sana Bir Şeyler Olmuş」も収録されている。1989年、アルバム『Hay Yam Yam』を発表。このアルバムでミュージックビデオを撮影した曲「Hayat Katarı」は、ケマル・スナル主演の映画の一つ『Abuk Subuk 1 Film』で使用された。1990年のアルバム『Tamam Artık（OK Now）』は、新旧の曲を織り交ぜたという点で、これまでのアルバムと変わりはなかった。
エルキン・コライの人生は、概して経済的な困難の連続であった。デビュー作や人気作があっても、経済的に余裕があるわけではなかった。音楽という生き方を選んだコライや、彼と同じ時代を生きた多くのオリジナル・アーティストたちは、不確かな著作権、限られた活動機会、不健全な音楽市場、音楽ファンの低い購買力などの理由から、こうした悩みから脱却することができなかったのだ。憤慨して音楽をやめ、より経済的な条件のよい仕事に就く人もいた。エルキン・コライは、著作権を最も侵害されたアーティストの一人であり、そのため、彼が望む作品を実現するための資金を得ることがほとんどできなかったのである。
シンセサイザーによる斬新で実験的な音楽スタイルを持つエルキン・コライは、その特異な歌詞、独特の歌唱法、長髪、独特の服装などの理由から、当時の放送専業局であるトルコ国営放送（TRT）から排斥されることになった。彼の作品のほとんどは、最近までTRTの監修によって放送に適さないものとされていた。この状況は、トルコに民間放送局が出現するまで続き、コライの視聴者は限定されたものになった。

### 1990年代
1990年から1993年にかけて、「Öyle Bir Geçer」「Arapsaçı」「Fesupanallah」「Şaşkın」「Sevince」「Yalnızlar Rıhtımı」などのヒット曲を含む一連のコンパイル・アルバムとベスト盤をリリースした。1990年に発表したアルバム『Tamam Artık』以降、レコード会社に対する憤りから沈黙の時期を迎え、1991年のコンサート録音で構成された『Tek Başına Konser』を除き、アルバム録音から遠ざかっている。
1996年まで、この沈黙は野心的で比較的高い予算のアルバム『Gün Ola Harman Ola』で破られた。このアルバムは、セールス的には大きな成功を収めなかったが、批評家からは好評を博した。その後、1999年に発表した最後のアルバム『Devlerin Nefesi（悪魔の息）』では、これまでの楽曲を新たにアレンジし、新曲も収録している。ベースはAhmet Güvenç、ドラムはAlpay Şaltが担当した。

### 死去
2023年8月7日、長年居住していたカナダのトロントで、肺疾患と老齢のため82歳で死去。

## ディスコグラフィ

### スタジオ・アルバム
- Erkin Koray (1973年)
- 『エレクトロニック・トゥルクレール』 - Elektronik Türküler (1974年)
- 2 (1976年)
- Erkin Koray Tutkusu (1977年)
- Benden Sana (1982年)
- İlla Ki (1983年)
- 『チョプチュレル・ジェイラン』 - Ceylan (1985年) ※日本盤は再発盤『Çöpçüler - Ceylan』より
- Gaddar (1986年)
- Çukulatam Benim (1987年)
- Hay Yam Yam (1989年)
- Tamam Artık (1990年)
- Gün Ola Harman Ola (1996年)
- Devlerin Nefesi (1999年)

### コンピレーション・アルバム
- 『アラプ・サチ』 - Arap Saçı (2013年)